# Guidubaldo Benamati
Guidubaldo Benamati, né en 1595 à Gubbio où il est mort en 1653, est un poète italien du 17e siècle.

## Biographie
Né à Gubbio vers la fin du XVIe siècle, Guidobaldo Benamati fit ses études à Parme, où son père était attaché à la cour ; ses progrès furent si rapides qu’ il faisait des vers à treize ans, et qu’à dix-sept il avait déjà composé deux comédies pastorales. Le duc Ranuce Farnèse lui donna le titre de son poète. Le duc d’Urbin François Marie Ier della Rovere, et le prince son fils, eurent aussi pour lui une bienveillance particulière. Il fut membre de plusieurs académies, eut pour amis les poètes alors les plus célèbres, dont il suivait la manière, et dont il partageait les défauts brillants, tels que le Cavalier Marin, Claudio Achillini, Girolamo Preti, etc. Il mourut à Gubbio  en 1653.

## Œuvres
- Alvida, favola Boschereccia, Parme, 1614, in-8°.
- La Pastorella d’Etna, Venise, nella Stamperia del Muschio, 1627 (lire en ligne).
- Il Canzoniero, ou recueil de poésies lyriques en 3 parties, Venise, 1616, in-12.
- La Faretra di Pindo, poesie, 2e recueil, Venise, 1628, in-8°.
- La Selva del sole, poesie varie, 3e recueil, Pérouse, 1640, in-12.
- La Penna lirica, poesie, 4e recueil en deux parties, Venise, 1646 et 1648, in-12.
- Il Colosso, panegirico, en octaves, pour la statue du duc Ranuce, 1621, in-12.
- I Mondi Eterei, commedia, pour le mariage du duc Édouard Farnèse et la duchesse Marguerite de Médicis, Parme, 1628, in-12. Ce n’est point une comédie, mais un poème dans le genre lyrique, divisé en 5 parties ; le poète s’excuse très-sérieusement de l’avoir intitulé comédie, comme le Dante avait intitulé le sien.
- La Vittoria navale, poema eroico in canti 32, Bologne, 1646. Il en avait précédemment publié les trois premiers chants, avec les trois premiers d’un autre poème, Il Mondo nuovo, sous ce titre : Delle due Trombe i primi fiati, Parme, 1622, in-12 ; mais il n’a point fini le second poème.
- Il Trivisano, poema eroicivico, canti 20, Francfort (Venise), 1630, in-12.
- Il Principe Nigello, libri 8, roman en prose, mêlé de vers, Venise, 1640, in-4°. Ce roman fut inscrit sur l’Index des livres interdits par l’Inquisition romaine.
- Il Prodigo ricreduto, comédie en prose, Bologne, 1652, in-12.